# Rhythm Is My Business
Rhythm Is My Business è il ventiquattresimo album della cantante jazz Ella Fitzgerald, pubblicato dalla Verve Records nel 1962.

## Tracce
Lato A
1. Rough Ridin' (Ella Fitzgerald, Hank Jones, William Tennyson) – 2:51
2. Broadway (Billy Bird, Teddy McRae, Henri Woode) – 2:43
3. You Can Depend on Me (Charles Carpenter, Louis Dunlap, Earl Hines) – 3:32
4. Runnin' Wild (Arthur Gibbs, Joe Grey, Leo Wood) – 2:40
5. Show Me the Way to Get Out of this World 'Cause That's Where Everything Is (Les Clark, Matt Dennis) – 2:42
6. I'll Always Be In Love With You (Bud Green, Herman Ruby, Sam H. Stept) – 2:50

Lato B
1. Hallelujah, I Love Him So (Ray Charles) – 2:34
2. I Can't Face the Music (Rube Bloom, Ted Koehler) – 5:00
3. No Moon at All (Redd Evans, Dave Mann) – 2:36
4. Laughin' on the Outside (Ben Raleigh, Bernie Wayne) – 4:53
5. After You've Gone (Henry Creamer, Turner Layton) – 4:08

Bonus track riedizione 1999
1. Taking a Chance on Love (Previously unreleased) (Vernon Duke, Ted Fetter, John Latouche) – 2:35
2. If I Could Be With You (Previously unreleased) (Creamer, James P. Johnson) – 2:39